# Ray Rennahan
Ray Rennahan (ur. 1 maja 1896 w Las Vegas; zm. 19 maja 1980 w Tarzanie) – amerykański operator filmowy.

## Filmografia
Jako operator filmowy, w trakcie ponad 50-letniej aktywności zawodowej, uczestniczył w realizacji 159 seriali i filmów krótko- i pełnometrażowych.

### Krótkometrażowe
- 1924:
  - Nerve Tonic (komedia)
- 1926:
  - The Vision (obyczajowy: 20')
  - The Blue Boy (obyczajowy)
  - Mona Lisa (obyczajowy)
- 1927:
  - The Flag: A Story Inspired by the Tradition of Betsy Ross (historyczny: 20')
- 1928:
  - Run, Girl, Run (komedia: 20')
  - Love at First Flight (komedia)
  - The Swim Princess (komedia: 20')
  - Maude Muller (melodramat)
  - The Love Charm (melodramat: 10')
  - His Unlucky Night (komedia: 20')
  - The Campus Carmen (komedia: 20')
  - The Bargain Hunt (komedia)
  - The Campus Vamp (komedia: 19')
  - The Toy Shop (obyczajowy: 9')
- 1929:
  - Manchu Love (obyczajowy: 20')
  - Uncle Tom (komedia)
  - The Rodeo (komedia)
  - Melodie (musical)
  - Matchmaking Mamma (komedia: 23')
- 1930:
  - The Enchanted Forest (fantasy)
- 1931: Beauty Secrets from Hollywood (9')
- 1932: Hollywood Beauty Hints (8')
- 1933: Hollywood Premiere (musical: 18')
- 1934:
  - La Cucaracha (musical: 20')
  - Business Is a Pleasure (musical: 17')
  - Morocco Nights (18')
  - Service with a Smile (musical: 17')
  - Good Morning, Eve! (musical: 19')
  - The Spectacle Maker (fantasy: 21')
  - Star Night at the Cocoanut Grove (muzyczny: 20')
- 1935:
  - What, No Men? (musical: 21')
  - Show Kids (musical: 21')
  - Gypsy Night (musical: 18')
  - Memories and Melodies (musical: 16')
  - Two Hearts in Wax Time (musical: 15')
  - Starlit Days at the Lido (komedia: 20')
  - Pirate Party on Catalina Isle (komedia: 19')
  - La Fiesta de Santa Barbara (komedia: 19')
- 1937:
  - The Romance of Robert Burns (musical: 16')
  - A Day at Santa Anita (obyczajowy: 18')
  - Romance of Louisiana (obyczajowy: 18')
  - The Littlest Diplomat (przygodowy: 19')
- 1938:
  - Out Where the Stars Begin (komedia: 19')
  - Campus Cinderella (musical: 19')
- 1939: Synowie wolności (historyczny: 20')
- 1940: Teddy the Rough Rider (biograficzny: 19')
- 1944: Lucky Cowboy (western: 18')
- 1954:
  - Strauss Fantasy (muzyczny: 10')
  - La Gazza Ladra Overture (muzyczny: 10')

### Seriale/filmy tv
- 1956: Celebrity Playhouse (1 odcinek)
- 1956-1958: Schlitz Playhouse of Stars (11 odcinków)
- 1957:
  - Playhouse 90 (1 odcinek)
  - State Trooper (1 odcinek)
  - The Millionaire (1 odcinek)
- 1957-1958:
  - Studio 57 (3 odcinki)
  - Suspicion (5 odcinków)
  - General Electric Theater (8 odcinków)
- 1957-1959: Captain David Grief (3 odcinki)
- 1957-1960: M Squad (23 odcinki)
- 1957-1962: Tales of Wells Fargo (12 odcinków)
- 1958:
  - Leave It to Beaver (3 odcinki)
  - Lux Playhouse (1 odcinek)
- 1958-1959:
  - Cimarron City (2 odcinki)
  - The Restless Gun (6 odcinków)
  - Buckskin (4 odcinki)
- 1959:
  - The Jack Benny Program (1 odcinek)
  - Mike Hammer (3 odcinki)
  - On Trial (1 odcinek)
  - Johnny Staccato (1 odcinek)
- 1959-1960:
  - Bachelor Father (3 odcinki)
  - Riverboat (3 odcinki)
- 1959-1963: Laramie (98 odcinków)
- 1960: Disneyland (1 odcinek)
- 1961:
  - Coronado 9 (1 odcinek)
  - Thriller (1 odcinek)
  - Whispering Smith (6 odcinków)
- 1961-1962: Frontier Circus (4 odcinki)
- 1962: Father of the Bride (1 odcinek)
- 1963:
  - Arrest and Trial (4 odcinki)
  - Channing (1 odcinek)
- 1963-1965: McHale's Navy (6 odcinków)
- 1964:
  - Destry (11 odcinków)
  - Wagon Train (3 odcinki)
  - Kraft Suspense Theatre (1 odcinek)
- 1964-1967: The Virginian (10 odcinków)
- 1965:
  - The Munsters (1 odcinek)
  - Spotkanie z Alfredem Hitchcockiem (1 odcinek)
- 1966:
  - The John Forsythe Show (2 odcinki)
  - The Jean Arthur Show (2 odcinki)
- 1967: Bob Hope Presents the Chrysler Theatre
- 1968:
  - Columbo
  - Prescription: Murder (film TV)
- 1969: It Takes a Thief (1 odcinek)
- 1973: I Love a Mystery'(film TV))

### Fabularne
- 1923:
  - Blood Test (western)
  - Dziesięcioro przykazań (dramat biblijny: czas – 136')
- 1925:
  - Wesoła wdówka (melodramat: 137')
- 1928:
  - Marsz weselny (obyczajowy: 113')
- 1929:
  - Redskin (western: 82')
  - Gold Diggers of Broadway (musical: 101')
- 1930:
  - Król jazzu (animacja/muzyczny: 99')
  - Król włóczęgów (musical: 104')
  - Whoopee! (komedia: 93')
- 1931:
  - The Runaround (komedia: 82')
  - Fanny Foley Herself (komedia: 75')
- 1932:
  - Doctor X (horror: 75')
- 1933: Gabinet figur woskowych (horror: 77')
- 1934:
  - Kot i skrzypce (musical: 88")
  - Kid Millions (komedia: 90")
- 1935: Jarmark próżności (obyczajowy: 84')
- 1937:
  - Wings of the Morning (obyczajowy: 89')
  - Wytworny świat (musical: 109')
  - Ebb Tide (przygodowy: 94")
- 1938:
  - Her Jungle Love (przygodowy: 81')
  - Kentucky (dramat: 96')
- 1939:
  - Bębny nad Mohawkiem (historyczny: 104')
  - Przeminęło z wiatrem
- 1940:
  - Down Argentine Way (musical: 89')
  - Chad Hanna (melodramat: 88')
- 1941:
  - Krew na piasku (dramat: 125')
  - That Night in Rio (musical: 91')
  - Belle Starr (western: 87')
  - Louisiana Purchase (musical: 98')
- 1943:
  - Komu bije dzwon (przygodowy: 170')
  - Victory Through Air Power (dokumentalny: 70')
- 1944:
  - Lady in the Dark (musical: 100')
  - Up in Arms (komedia: 105')
  - Trzej Caballeros (animowany: 71')
  - Belle of the Yukon (western: 83')
- 1945:
  - It's a Pleasure (musical: 90')
  - Tysiąc i jedna noc (przygodowy: 93')
  - Incendiary Blonde (musical: 113')
- 1946: Pojedynek w słońcu (western: 146')
- 1947:
  - Kalifornia (western: 97')
  - The Perils of Pauline (biograficzny: 96')
  - Unconquered (przygodowy: 146')
- 1948:
  - Whispering Smith (western: 88')
  - Blada twarz (komedia: 91')
  - Jankes na dworze Króla Artura (komedia: 106')
- 1949: Streets of Laredo (western: 93')
- 1950: The White Tower (przygodowy: 98')
- 1951:
  - The Great Missouri Raid (western: 84')
  - Warpath (western: 95')
  - Silver City (przygodowy: 90")
- 1952:
  - Na ostrzu szpady (przygodowy: 81')
  - Flaming Feather (western: 77')
  - Denver i Rio Grande (przygodowy: 89')
  - Hurricane Smith (akcja/przygoda: 90')
- 1953:
  - Pony Express (western: 101')
  - Grot strzały (melodramat: 105')
  - Lot do Tangeru (sensacyjny: 90')
- 1955:
  - Stranger on Horseback (western: 66')
  - Rage at Dawn (przygodowy: 87')
  - Texas Lady (western: 86')
  - A Lawless Street (western: 78')
  - Nadworny błazen (przygodowy: 101')
- 1956: 7th Cavalry (western: 75')
- 1957:
  - The Halliday Brand (western: 79')
  - Fort się broni (przygodowy: 82')
- 1958: Terror in a Texas Town (western: 80).

## Nagrody i nominacje
Został dwukrotnie uhonorowany Oscarem (1939: Przeminęło z wiatrem i 1941: Krew na piasku) i otrzymał pięciokrotnie nominację do Oscara. Ma swoją gwiazdę na Hollywoodzkiej Alei Gwiazd.